# Личный номер
Личный номер — уникальный, как правило, буквенно-цифровой код, используемый для однозначной идентификации личности. 
Чаще всего используются в военной сфере, однако они могут быть использованы и в мирных целях. Номера социального обеспечения тоже могут рассматриваться как виды сервисных номеров. Термин «серийный номер» часто рассматривается как синоним сервисного номера, однако серийный номер более точно описывает коды производств и товаров, но не людей. В канадских войсках «сервисным номером» называют уникальный номер, назначаемый каждому солдату, мобилизованному во время Второй мировой войны.

## Австралия
В Австралийских имперских силах военнослужащим были присвоены так называемые полковые номера. Должностные лица и медсестры таких номеров не имели. Полковые номера часто совпадали. Каждый батальон или корпус имел свою последовательность номеров, обычно начиная с 1. Получалось, что несколько десятков солдат имели престижный номер 1, который, как правило, давался полковому старшине или сержанту-квартирмейстеру. Когда солдата переводили из одного подразделения в другое, ему часто сохраняли его номер, если номер не принадлежал другому военному. В противном случае выделяли новый номер. В сервисном номере у солдат, проходивших сверхсрочную службу, часто использовалась дополнительная буква R.

## США
Сервисные номера использовались в вооружённых силах Соединённых Штатов в качестве основного средства идентификации солдат с 1918 по 1974 год. Сервисные номера являются публичной информацией, в отличие от номеров социального страхования, которые защищены законом о конфиденциальности 1974 года.
В каждом роде войск были свои сервисные номера:
- Сервисные номера Армии Соединённых Штатов (появились в 1918 году)
- Сервисные номера морского флота Соединённых Штатов (1920)
- Сервисные номера Корпуса морской пехоты Соединённых Штатов (1920)
- Сервисные номера береговой охраны Соединённых Штатов (1921)
- Сервисные номера ВВС США (1948)

Сервисные номера были в конечном счете заменены на номера социального страхования: в Армии и ВВС 1 июля 1969 года, в военно-морском флоте и корпусе морской пехоты 1 января 1972 года, в Береговой охране 1 октября 1974 года. С этого времени номера социального страхования стали для вооруженных сил Соединённых Штатов и персонала де-факто сервисными номерами.

## Великобритания
Сейчас сервисный номер в британской армии состоит из восьми цифр, например, 25232301. До 1920 каждый полк выпускал свои сервисные номера, которые были уникальными только в пределах своего полка. Когда военнослужащий переводился в другой полк, ему выдавался новый сервисный номер нового полка. Офицеры не имели сервисных номеров до 1920 года. Современная система была введена в армии № 338 в августе 1920 года. Номера состояли тогда максимум из семи цифр, а позднее из восьми цифр.